# Monette Moore
Monette Moore (* 19. Mai 1902 in Gainesville, Texas; † 21. Oktober 1962 in Garden Grove, Kalifornien) war eine US-amerikanische Sängerin und Pianistin des frühen Jazz und Blues sowie Schauspielerin. 

## Leben und Wirken
Moore begann ihre Karriere als Begleiterin von Stummfilmen in Kansas City; danach tourte sie als Pianistin und Vokalistin mit einer Vaudeville-Truppe. Anfang der 1920er Jahre kam sie nach New York und trat in Musiktheatern auf; ab 1923 entstanden erste Plattenaufnahmen. In dieser Zeit arbeitete sie auch in Städten wie Chicago, Dallas und Oklahoma City. Viele ihrer frühen Schallplatten erschienen unter dem Pseudonym Susie Smith. 1925 gehörte sie der Musikrevue Lucky Sambo an, sang im Charlie Johnson Orchester, das im Small’s Paradise und im Connie’s Inn auftrat und nahm einige Songs mit dieser Band auf, wie „You Ain't the One“ und „Don't You Leave Me Here“. 1927/28 tourte sie mit Walter Pages Blue Devils im Mittleren Westen. 1929 kehrte sie nach New York zurück und trat bis Ende der 1930er Jahre in Musiktheatern und Nachtclubs auf, zeitweise mit Sidney Bechet und Sammy Price, 1937 in Chicago mit Zinky Cohn. 1942 zog sie nach Los Angeles; dort hatte sie Engagements in Clubs, nahm mit Teddy Bunn, Ginger Smock und den Harmony Girls auf, trat in James P. Johnsons Sugar Hill Show auf und spielte kleinere Rollen in einer Reihe von Hollywood-Filmen, so in Yes Sir, Mr Bones (1951). Von 1951 bis 1953 trat sie in der Fernsehserie Amos 'n Andy auf und nahm mit George Lewis auf. 1960 begann ein Engagement in Disneyland mit der Formation Young Men of Dixieland, u. a. mit gastierenden Musikern wie Louis Armstrong; sie trat auch im Disney-Fernsehprogramm The Wonderful World of Color und Disneyland After Dark auf.
Von Moore wurden insgesamt 44 Aufnahmen unter eigenem Namen auf Tonträger veröffentlicht. Diese konzentrieren sich auf die Jahre 1923 bis 1927, als sie in New York für die Label Ajax, Paramount, Vocalion, Columbia und Victor aufnahm; mitwirkende Musiker waren u. a. Jimmy Blythe, Tommy Ladnier, Jimmy O’Bryant, Bubber Miley, Elmer Snowden und Rex Stewart. daneben nahm sie 1932 zwei Duette mit Fats Waller auf; 1936 und von 1945 bis 1947 entstanden noch weitere Einspielungen.